# Team Piemonte
Das Team Piemonte war ein italienisch-litauisches Straßenradsportteam.
Die Mannschaft wurde 2009 gegründet und nahm in diesem Jahr als Continental Team an den UCI Continental Circuits teil. Manager war Andrea Blardone, der von den Sportlichen Leitern Matteo Algeri, Pietro Algeri und Edmundas Peseckis unterstützt wurde.

## Saison 2009

### Erfolge in der Europe Tour
| Datum    | Rennen                                   | Kat. | Fahrer              |
| -------- | ---------------------------------------- | ---- | ------------------- |
| 7. Juni  | Memorial Philippe Van Coningsloo         | 1.2  | Gediminas Bagdonas  |
| 25. Juni | Litauische Meisterschaft – Straßenrennen | NC   | Egidijus Juodvalkis |

### Mannschaft
| Name                 | Geburtstag         | Nationalität | Team 2010                      |
| -------------------- | ------------------ | ------------ | ------------------------------ |
| Gediminas Bagdonas   | 26. Dezember 1985  | Litauen      | PWC Aliplast                   |
| Mantas Bliakevicius  | 25. Dezember 1989  | Litauen      |                                |
| Simone Bruson        | 15. April 1983     | Italien      |                                |
| Piergiorgio Camussa  | 25. September 1981 | Italien      | Vorarlberg-Corratec            |
| Gianluca Cavalli     | 12. März 1978      | Italien      |                                |
| Gabriele Graziani    | 8. November 1984   | Italien      |                                |
| Egidijus Juodvalkis  | 8. April 1988      | Litauen      | Palmans-Cras                   |
| Gediminas Kaupas     | 7. September 1988  | Litauen      | Soenens-Jartazi-Construct Glas |
| Simas Kondrotas      | 1. Februar 1985    | Litauen      | Kalev Chocolate-Kuota          |
| Aidis Kruopis        | 26. Oktober 1986   | Litauen      | Palmans-Cras                   |
| Marius Kukta         | 23. August 1988    | Litauen      |                                |
| Tomas Mice           | 22. Dezember 1986  | Litauen      |                                |
| Algirdas Mockus      | 13. März 1988      | Litauen      |                                |
| Ramūnas Navardauskas | 30. Januar 1988    | Litauen      | VC La Pomme Marseille          |
| Gianmario Pedrazzini | 29. Februar 1984   | Italien      |                                |

## Platzierungen in UCI-Ranglisten
UCI Europe Tour
| Saison | Mannschaftswertung | Fahrerwertung             |
| ------ | ------------------ | ------------------------- |
| 2009   | 74.                | Gediminas Bagdonas (231.) |